# Callipara
Callipara is een geslacht van weekdieren uit de klasse van de Gastropoda (slakken).

## Soorten
- Callipara africana (Reeve, 1856)
- Callipara aikeni J. H. Veldsman, 2012
- Callipara aphrodite (Bondarev, 1999)
- Callipara bullatiana Weaver & duPont, 1967
- Callipara casaana Childs, R. Aiken & Bail, 2020
- Callipara duponti (Weaver, 1968)
- Callipara festiva (Lamarck, 1811)
- Callipara kurodai (Kawamura, 1964)
- Callipara ponsonbyi (E. A. Smith, 1901)
- Callipara queketti (E. A. Smith, 1901)
- Callipara veldsmani J. H. Veldsman, 2012
- Callipara victoriae Childs, R. Aiken & Bail, 2020
- Callipara zululandensis J. H. Veldsman, 2012

### Synoniemen
- Callipara (Callipara) Gray, 1847 => Callipara Gray, 1847
  - Callipara (Callipara) africana (Reeve, 1856) => Callipara africana (Reeve, 1856)
  - Callipara (Callipara) bullatiana Weaver & duPont, 1967 => Callipara bullatiana Weaver & duPont, 1967
- Callipara (Canalilyria) Bail & Poppe, 2001 => Callipara Gray, 1847
  - Callipara (Canalilyria) aphrodite (Bondarev, 1999) => Callipara aphrodite (Bondarev, 1999)
  - Callipara (Canalilyria) kurodai (Kawamura, 1964) => Callipara kurodai (Kawamura, 1964)
- Callipara (Festilyria) Pilsbry & Olsson, 1954 => Callipara Gray, 1847
  - Callipara (Festilyria) casaana Childs, R. Aiken & Bail, 2020 => Callipara casaana Childs, R. Aiken & Bail, 2020
  - Callipara (Festilyria) duponti (Weaver, 1968) => Callipara duponti (Weaver, 1968)
  - Callipara (Festilyria) festiva (Lamarck, 1811) => Callipara festiva (Lamarck, 1811)
  - Callipara (Festilyria) ponsonbyi (E. A. Smith, 1901) => Callipara ponsonbyi (E. A. Smith, 1901)
  - Callipara (Festilyria) victoriae Childs, R. Aiken & Bail, 2020 => Callipara victoriae Childs, R. Aiken & Bail, 2020
- Callipara (Simililyria) Bail & Poppe, 2001 => Callipara Gray, 1847
  - Callipara (Simililyria) aikeni J. H. Veldsman, 2012 => Callipara aikeni J. H. Veldsman, 2012
  - Callipara (Simililyria) queketti (E. A. Smith, 1901) => Callipara queketti (E. A. Smith, 1901)
  - Callipara (Simililyria) veldsmani J. H. Veldsman, 2012 => Callipara veldsmani J. H. Veldsman, 2012
  - Callipara (Simililyria) zululandensis J. H. Veldsman, 2012 => Callipara zululandensis J. H. Veldsman, 2012